# Echinococcus multilocularis
Espèce
Echinococcus multilocularis est un parasite (autrefois classé dans le groupe des ténias) très proche d'Echinococcus granulosus. Il est classé dans l'embranchement des Plathelminthes, classe des cestodes, ordre des Cyclophyllidea, famille des Taenidés. Son cycle de vie s'effectue au travers de deux hôtes (généralement un herbivore dit « hôte intermédiaire » et un carnivore ou omnivore dit « hôte définitif »).
Il serait, selon des données récentes, originaire d'Asie occidentale (la maladie est encore hyper-endémique dans l'ouest de la Chine, avec une prévalence de 12 % dans la population ; et plus de 90 % des cas malades dans le monde sont chinois) et aurait connu des « effets fondateurs » (c'est-à-dire des évolutions génétiques) en Chine et en Amérique du Sud. Rare chez l'homme hormis en Chine, le parasite n'est présent que dans l'hémisphère nord et semble en extension.

## Parasitose

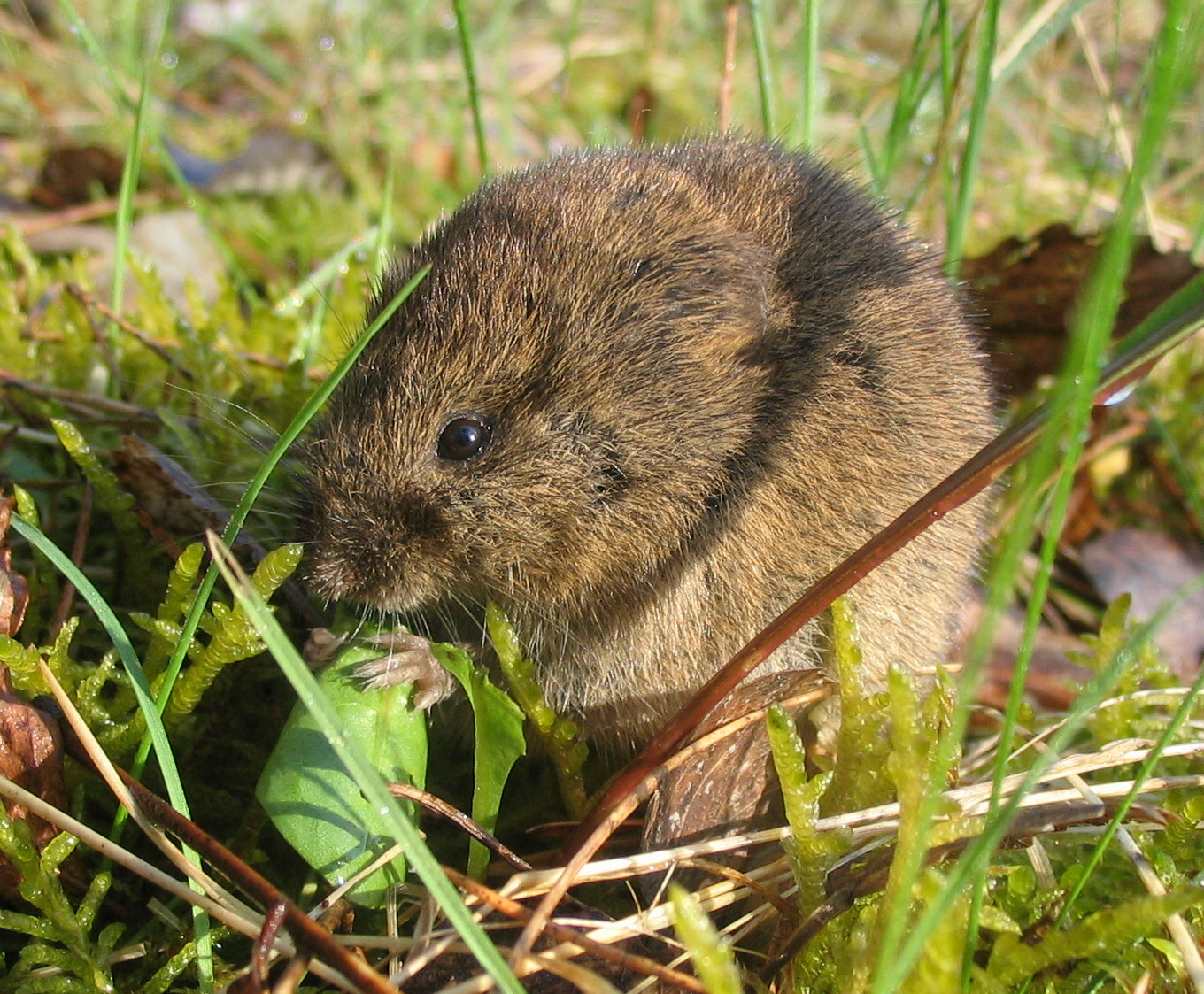
Le campagnol des champs (Microtus arvalis) ; l'une des espèces susceptible en Europe d'abriter le stade intermédiaire du parasite (On parle d'espèce-réservoir)

L'Echinococcus multilocularis adulte parasite l'intestin grêle des canidés  (renards, chiens,,, loups), et plus rarement les félins (chat notamment  qui peut se recontaminer via le léchage de la zone anale. Le chat est un animal très proche de l'homme ).

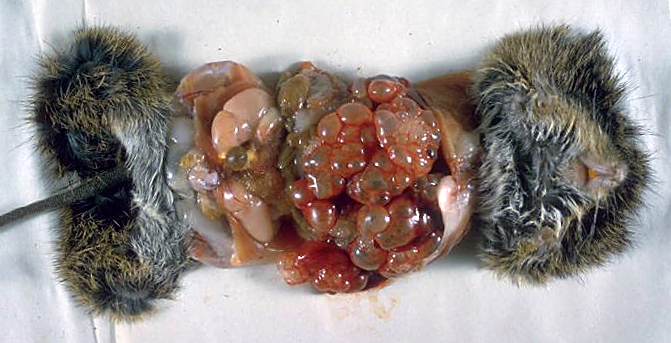
Organes internes d'un rongeur de laboratoire (Muridé du genre Sigmodon) parasité par Echinococcus multilocularis. Le parasite produit des larves (protoscolex) susceptibles d'infecter le carnivore qui avalerait cet hôte intermédiaire

Le chien peut se contaminer en ingérant des œufs issus d'hôtes définitifs ou de sols ou végétaux contaminée (puis éventuellement via une auto-infection suivant une infection primaire de vers adultes,,.
Le deux facteurs de risque les plus élevés pour E. multilocularis et E. granulosus s.l. sont de posséder un chien (en effet, le chien parasité, comme d'autres hôtes définitifs, expulsent des œufs dans leurs excréments, œufs qui peuvent pour certains être retenus dans la fourrure de l'animal ont montré Torgerson et Heath en 2003). En 2020, Tamarozzi et al. ont confirmé que manipuler des sols contaminés (lors du jardinage sur des sols contaminés par des œufs par exemple) est aussi source de risque d'infection, peut être encore plus importante que le fait de posséder un chien. Des scientifiques ont montré dans les années 2010 que des œufs de taeniidae et de l'ADN d'Echinocoques sont effectivement parfois trouvés dans certains aliments,) mais l'importance de leur transmissibilité par cette voie et par l'eau sont encore incertaine selon l'EFSA en 2018 et divers experts de la maladie.
Les espèces hébergeant les vers adultes sont qualifiées d'hôtes définitifs.
Les vers adultes produisent des œufs embryonnés (dits embryophores) évacués par les fèces des carnivores infectés. Ingérés par des petits mammifères tels que des rongeurs (campagnols, souris principalement...) mais aussi des rats musqués, ragondins, marmottes, etc.) ou des lagomorphes (pikas, etc.), ils se développent en une masse larvaire proliférant dans le foie, puis les autres organes. Cette masse produit des vésicules contenant des larves appelées protoscolex. Si elles sont ingérées par un hôte définitif (via la prédation en général), elles donnent chacune un ver adulte. Les espèces hébergeant la forme larvaire du parasite sont appelées hôtes intermédiaires.
Les hôtes intermédiaires sont souvent des micromammifères de milieux prairiaux ou forestiers vivant au niveau du sol et/ou dans le sol, mais pas uniquement.

Raush en 1995 avait déjà identifié plus de 40 espèces « hôtes intermédiaires ». Elles appartiennent aux familles ou sous-familles suivantes :
- Arvicolinae (Campagnols, lemmings, rat-musqué) au sein de la famille Cricetidae,
- Dipodidae (famille des gerboises, sicistes et  zapodes)
- Muridae (famille des souris)
- Sciuridae (famille des écureuils)
- Soricidae (famille regroupant une grande partie des musaraignes, qui sont des insectivores)
- Talpidae (famille regroupant les taupes)
- Ochotonidae (famille des lagomorphes).

Au sein de ces familles et selon la région du monde, certains genres sont cependant nettement plus vulnérables au parasite notent Pétavy & al. en 1984. Ainsi en Europe trois genres (Arvicola, Microtus et Myodes) sont nettement plus réceptifs selon Vogel en 1960.

Certains gros animaux volontiers nécrophages tels le porc ou le sanglier, sont parfois porteurs dits aberrants de ce parasite, qui se montre aussi capable d'infester certains singes en laboratoire et dans les zoos.
Si les œufs du parasite sont ingérés par l'homme, ils peuvent occasionnellement se développer, comme chez les petits mammifères, en un tissu larvaire entraînant une zoonose, fait qui reste rare, mais semble s'étendre en Europe (ou être mieux diagnostiqué),,. La maladie qui en découle, nommée échinococcose alvéolaire, affecte le foie qu'elle peut entièrement détruire.
Chez les hôtes intermédiaires, la maladie est mortelle à terme, mais chez les hôtes définitifs, la parasitose est généralement bénigne voire tout à fait asymptomatique.

## Prévalence, évolution et importance
Selon les régions concernée des régions tempérées et arctiques de l'hémisphère Nord et le type d'habitat (urbain, périurbain, périforestier…), il pourrait s'agir d'une maladie émergente ou réémergente. De nouvelles données suggèrent qu' E. multilocularis a étendu sa portée géographique dans l'hémisphère nord, et que sa transmission s'intensifie, par exemple, en Europe,. On a pensé que l'urbanisation et la périurbanisation du cycle de vie du renard ou d'autres porteurs (raton laveur, chien viverrin…) pourrait contribuer à augmenter le risque d'exposition au parasite pour l'homme,, mais  l'importance écoépidémiologique du chat et surtout du chien a été démontrée (en Chine et en Europe où posséder un chien constitue un net facteur de risque),,. Le chien et le chat sont, en effet, généralement des hôtes définitifs beaucoup plus proches spatialement de l'Homme que ne l'est le renard. Des contaminations expérimentales de chiens, chats et du chien viverrin (Nyctereutes procyonoides)  montrent que E. multilocularis infeste très facilement ces animaux et s'y reproduit aisément.
Certaines caractéristiques édaphiques et écopaysagères semblent corrélées avec une prévalence accrue du parasite (les paysages semi-naturels de moyenne montagne, enneigés en hiver étant favorables à l'hôte rongeur).
Certains changements dans la gestion des paysages pourrait aussi intervenir ; 
Strictement cantonné à l'hémisphère nord, E. multilocularis s'y rencontre surtout :
- dans les régions froides du Nord (Canada[31], Alaska
- En Eurasie, notamment en Sibérie) et dans les pays montagneux (Alpes, Jura).
  - En Asie, selon les données disponibles dans les années 2010, E. multilocularis ne semble pas endémiquement présent plus au sud que le Tibet et la province du Sichuan (Chine)[32],[33], mais la Chine est le pays où dénombre de malades est le plus élevé (au début du XXIe siècle, plus de 90 % des cas humains d'échinococcose alvéolaire dans le monde sont chinois)[1].
  - Le foyer historique européen est centré sur le nord de l'Arc alpin et le Jura, notamment dans l'Est de la France, la Suisse, l'Allemagne du sud et l'Autriche ; un projet HERACLES (Recherche sur l'échinococcose humaine dans les sociétés du centre-est) cherche à préciser la prévalence de la maladie chez l'Homme[34]. 
En France, les zones les plus touchées par l'échinococcose alvéolaire humaine sont la Franche-Comté, la Lorraine, la Haute-Savoie et le Massif central. La température annuelle moyenne et les précipitations annuelles semblent être deux déterminants majeurs de la distribution spatiale d'E. multilocularis, peut-être en raison du fait que les œufs d' E. multilocularis se dessèchent et meurent facilement quand il fait chaud et sec[35].

Bien que peu répandu chez l'homme, ce parasite a été très étudié en raison de l'affection rare, mais autrefois inexorable lorsqu'elle ne guérit pas spontanément, qu'il détermine chez l'homme. Au milieu des années 1990, en Europe « les taux moyens d'incidence annuelle de l'échinococcose alvéolaire chez l'homme sont faibles, variant entre 0,02 et 1,4 cas pour 100 000 habitants selon les pays et régions d'Europe », avec une épidémiologie encore mal comprise.
Au début du XXIe siècle, certaines espèces qui colonisent des niches écologiques laissées vides (par exemple à la suite du recul des loups, lynx et chats sauvages) ; ex : le chacal doré (Canis aureus, en Europe de l'Est et centrale) peuvent migrer rapidement et sur de longues distances. Des chacal dorés ont été trouvés porteurs de charges parasitaires d' E. multilocularis, dont dans leurs muscles. En 2013, Z.Széll et ses collègues suggèrent une surveillance écoépidémiologique incluant cette nouvelle « espèce-hôte » dans l'Union européenne. En présence d'abattages incontrôlés (lors de dépeçages de gibier dans la nature par exemple) des chiens (ou des félins ou canidés sauvages) peuvent facilement s'infecter (via des abats contaminés crus).
En Europe, la présence d' Echinococcus spp. semble plutôt stable depuis les années 1990, hormis « quelques fluctuations notées dans des zones limitées ou des pays spécifiques » notait Deplazes et al. en 2017. E. multilocularis est considérée comme source d'une maladie émergente et/ou ayant été antérieurement sous-estimée en Europe, avec zone d'endémie s'étendant selon Davidson (2012, 2017) jusqu'au nord que la Suède,. L'augmentation des signalements chez les animaux et les humains peut être due à une sensibilisation accrue, mais également à des introductions involontaires via le mouvement d'animaux et de marchandises.
D'après Schweiger et al. (2007), en Suisse - si l'on considère que les diagnostics fiables remontent aux années 1950 - l'incidence annuelle des EI chez l'homme aurait presque doublé au début des années 2000. Certains auteurs comme Schweiger et al. en 2007 puis Liccioli et al. en 2015 estiment que la campagne efficace de vaccination contre la rage dans les années 1980 et l'extension des jardins périurbains ont pu favoriser les renards en zone urbaine et par suite une recrudescence de cas humains.

## Aspects génétiques
Au milieu des années 1980, on savait déjà isoler, puis cloner de l'ADN et de l'ARN fonctionnel d'échinocoques E. granulosus et E.multiolocularis.

Ceci a permis d'identifier sans ambiguïté des espèces et souches d' Echinococcus avec caractérisation, génotypage et d'autres études sur la biologie moléculaire de ces parasites. L'épidémiologie génétique de l'échinococcose ainsi que l'utilisation des outils du génie génétique, de la transcriptomique et des approches « omiques » en général sont alors devenues possibles.
À la fin des années 1990, on s'intéresse au polymorphisme génétique de ce parasite ; une étude par PCR-SSCP porte sur des souches (isolats) variées prélevées chez des hôtes différents (moutons, bovins et porcins) de E. multilocularis, échantillonnés dans 33 régions d'Europe, d'Amérique du Nord et d'Asie. Toutes ces souches ont fait l'objet d'un séquençage nucléotidique. L'analyse comparative a porté sur des régions codantes du génome de ce parasite (antigène nucléaire B et gènes mitochondriaux NADH déshydrogénase) ainsi que sur des régions non codantes (introns d'actine et gènes homeobox-containing). Cette première estimation de diversité de nucléotides entre génotypes d' E. multilocularis a montré une diversité globalement dix fois plus faible que chez les différentes souches connues d'E. granulosus, ce qui invite, selon les auteurs à notamment envisager de réviser la classification ancienne et conventionnelle des espèces séparant les deux souches (européennes et nord-américaine).
En 2002 deux souches différentes d' Echinococcus granulosus sont identifiées chez les porcs espagnols ; à cette occasion des jeux d'amorces (marqueurs génétiques) sont produits, qui faciliteront aussi la différenciation entre E. multilocularis et E. granulosus
En 2013, Tsai et al. publient le génome de E. multilocularis et des données génomiques (alors encore incomplètes) pour trois autres espèces de ténia (dont E. granulosus) montrant certaines adaptations génétiques de ce ténia au parasitisme. Cette même année Zheng et ses collègues publient une analyse du génome de E. granulosus. Ces deux études apportent des informations nouvelles sur la biologie, la différenciation, le développement, l'évolution, les mécanismes de la pathogenèse de ces espèces, ainsi que sur les interactions parasite-hôte pour E. multilocularis et E. granulosus, qui éclairent les questions de risques écoépidémiologiques et pourront orienter les stratégies de santé publique.

## Biologie; parasitologie
- En zone rurale, le cycle se maintient par le jeu de la prédation d'hôtes définitifs sauvages (principalement le renard) sur des hôtes intermédiaires que sont les petits mammifères tels que les campagnols (appartenant à différentes espèces), ou les pikas en Chine[18]. Les petits mammifères s'infectent en absorbant des embryophores (qui sont les œufs embryonnés du parasite) , éliminés avec les déjections du renard (ou d'autres hôtes définitifs) qui souillent les sols et les baies ou fruits de la strate herbacée du sol. Les canidés (renard notamment) s'infestent en se nourrissant de rongeurs infectés.
- Dans les villes, les espaces verts comptent souvent des espèces de campagnols (des champs et terrestres) et des renards susceptibles de maintenir le cycle[49]. Les chats et chiens domestiques peuvent alors se contaminer et, par leurs déjections, augmenter le risque d'exposer l'homme aux œufs du parasite. La souris domestique pourrait aussi être impliquée dans un cycle domestique impliquant chien ou chat, mais cette hypothèse et son importance épidémiologique semblent, jusqu'à présent peu justifiées[49].

Dans tous les cas : 
- selon F Tamarozzi et al. (2020), l'humain se contamine par voie fécale-orale en ingérant directement des œufs viables, ou indirectement à la suite d'un contact étroit, éventuellement accidentel, avec des hôtes définitifs, des aliments, du sol contaminés ou des fomites contaminés[14] ;

- l'homme est un hôte dit « intermédiaire », qui s'infecte via un renard, une chien ou un chat, en avalant des embryophores contenus dans les fèces qui souillent la terre, des baies sauvages ramassées au sol ou encore en manipulant les dépouilles également souillées de renards. L'affection humaine est accidentelle et sporadique (chasseurs, déterreurs, forestiers, jardiniers, propriétaires de chiens) ou liée à certaines professions exposées (éleveurs de renards). 
C'est presque toujours dans le foie que l'embryon hexacanthe va se fixer et évoluer pour donner naissance à une forme larvaire originale qui diffère fondamentalement de l'hydatide (nom donné à l'état larvaire du taenia). Il n'y a pas ici de véritable membrane proligère, mais un bourgeonnement anarchique, extensif, de stolons parasitaires qui envahissent le parenchyme hépatique à la manière d'un néoplasme. La cuticule qui se forme n'a pas le temps d'encapsuler le processus et limite de petites cavités vésiculaires, irrégulières, remplies par une sécrétion gélatineuse colloïde et qui contiennent, chez l'animal du moins, de très nombreux scolex. Entre ces cavités, des travées fibreuses s'organisent et des zones de nécrose apparaissent à la longue, contribuant à donner à l'ensemble l'aspect anatomo-pathologique d'un cancer du foie.

## Écoépidémiologie
L'écoépidémiologie cherche à cerner les facteurs humains et/ou environnementaux pouvant expliquer les variations spatiotemporelle d'occurrence du parasite et éventuellement permettre d'en contrôler le développement. Elle recherche des modèles d'interactions durables, d'évaluation et de gestion des risques. Pour cela elle s'appuie sur les progrès des moyens de caractérisation du parasite et de diagnostic (par exemple une nouvelle génération d'échographes permet une utilisation de terrain sur des animaux sauvages et le bétail).
Le portage animal du parasite est de mieux en mieux compris (des études ont notamment montré que le chien et chat peuvent en être d'importants vecteurs), mais la biogéographie de la zoonose évolue, ce qui incite les chercheurs à mieux comprendre la propagation du parasite et ses modalités d'introduction dans des zones non endémiques, ainsi que le rôle quantitatif des espèces des individus hôtes dans la transmission de la maladie. Ces études biogéographiques bénéficient de nouveaux tests (ex : LAMP PCR) et de marqueurs génétiques utiles (dont des haplotypes mitochondriaux, qui ont par exemple montré que E. granulosus stricto sensu vient probablement d'Asie occidentale et a connu des "effets fondateurs" en Chine et en Amérique du Sud.
Des raisons écologiques et morphologiques (Romig et al., 2017), mais aussi de qualité de système immunitaire de l'hôte (Gottstein et al., 2017) expliquent que certaines espèces soient plus vulnérable aux Echinococcus spp. Echinococcus multilocularis semble pouvoir entrer dans l'organisme d'un grand nombre d'espèces hôtes, mais nombre d'entre eux vont l'éliminer. On a montré dans les années 2000 que la persistance et fertilité des métacestodes (tout comme le développement et la fécondité des vers adultes) ne sont optimales que chez certaines espèces-hôtes, voire chez certains individus (immunodéprimés chez l'Humain). 95 % d'un groupe de campagnols communs (Microtus arvalis) et 89 % d'un groupe de campagnols des champs (Microtus agrestis) expérimentalement infectés sont infestés de métacestodes fertiles en 10 semaines, contre seulement 4 % chez le campagnols roussâtres (Myodes glareolus) dans les mêmes conditions,,, or, le renard roux (hôte définitif parmi les plus fréquents d' E. multilocularis mange préférentiellement les espèces de Microtus en Europe, Raoul et al., 2010).
Divers facteurs écopaysagers et de périurbanisation,, influent sur le risque de contact avec l'Homme, et font donc l'objet d'études.

Comme pour beaucoup de zoonoses, l'extension réelle ou apparente du parasite ou de ses vecteurs peut impliquer des modifications du paysage, de facteurs écologiques, de modifications immunitaires  ou des perturbations de la relation proie-prédateur (campagnol-renard) par exemple .
Le renard a longtemps à tort été présenté comme seul responsable, mais il ne semble pas être seul en cause. Ainsi en 2001, à la suite de deux cas d’échinococcose alvéolaire humaine déclarés en Aveyron, deux nouvelles études associant la Fédération Régionale des Chasseurs de Midi-Pyrénées et la Clinique et une école nationale vétérinaire ont porté sur l'éventuelle responsabilité du renard en tant que porteurs potentiel du parasite, chacune sur quatre départements et ayant fait l'objet d'une thèse scientifique. Elles ont conclu (à partir de l'analyse du contenu digestif de 81 renards roux) à l'absence d'Echinococcus multilocularis chez ces renards (qui étaient par ailleurs porteurs de nombreux autres parasites nématodes (Toxocara canis, Uncinaria stenocephala et Trichuris vulpis) et cestodes (Mesocetoïdes litteratus, Taenia polyacantha, Taenia crassiceps et Taenia pisiformis), avec d'ailleurs peu de différences par rapport à une étude déjà réalisée sur 37 renards (venant essentiellement d'Ariège).
Des recherches plus larges laissent penser qu'on a pu sous-estimer la prévalence (éventuellement asymptomatique) du cestode chez diverses autres espèces, dont chez des animaux proches de l'Homme. Ainsi, depuis la fin des années 1990 dans des élevages ou chez des animaux domestiques :
- Chien : le cestode a par exemple été trouvé chez des chiens (dont pour la première fois des infections simultanées de l'intestin et du foie avec des stades respectivement adultes et larvaires de E. multilocularis[64]), mais aussi chez le porc[64] ou encore chez quinze singes captifs à Zurich (il s'agissait de macaques (Macaca nigra), dont le foie était presque entièrement envahi)[64] (peut être infectés à partir d'urine de chien), (Résumé).
- Chat : À titre d'exemple, en France, dans le nord des Alpes et au Sud du Jura, et autour de la ville suisse de Genève, E. multilocularis a été trouvé dans trois des 81 chats domestiques morts fournis par les vétérinaires. La prévalence antérieurement insoupçonnée du parasite chez le chat domestique E. confirme que le chat est un facteur de risque pour les êtres humains et notamment pour les vétérinaires.
- Porc : Des lésions du foie causée par E. multilocularis ont aussi été diagnostiqué dans la région de Zurich chez 10 % de 90 porcs envoyés à l'abattoir[64]. 
Dans la même région, chez 2,9 % de 522 truies reproductrices, des anticorps sériques spécifiques contre les antigènes du parasite ont été trouvés[64]. 
Ceci peut poser la question de la sensibilité du sanglier à ce parasite (comme les cochons, il se montre volontiers nécrophage, voire coprophage, et il pourrait ingérer des cadavres de campagnols contaminants, ou des aliments souillés par les urines d'animaux parasités).

## Clinique
L'échinococcose alvéolaire atteint presque exclusivement le foie.
L'installation est insidieuse, longtemps infraclinique (asymptomatique), puis marquées par des troubles banals de type de pesanteurs post-prandiales ou de dyspepsie qui ne sont jamais rapportées à leur cause.
La période d'état se traduit dans 90 % des cas par un ictère rétentionnel incomplet, variable dans le temps, qui s'accompagne d'une hépatomégalie dure, lisse ou au contraire bosselée, prédominant le plus souvent sur un lobe. Dans les autres cas, il s'agit d'un tableau tumoral simulant le cancer métastatique, avec un gros foie dur, indolore, marroné. Mais on ne trouve pas le néoplasme d'origine et l'état général reste longtemps conservé. Les complications sont fréquentes et s'apparentent à celles des tumeurs malignes : extension de proche en proche aux organes voisins, véritables métastases par dissémination hématogène de fragments parasitaires (cerveau, poumon), surinfection et abcédation.
L'évolution se fait vers la cachexie et la mort inexorable dans un délai de quelques années.
NB : L'échinocoque est insensible à la congélation, mais il est tué par la chaleur (cuisson). Par ailleurs, il a besoin d'un minimum d'humidité pour survivre. Le séchage à l'air ou au four est donc une bonne solution pour éliminer les œufs.

## Traitement vétérinaire
Le parasite peut être éliminé par du bromhydrate d'arécoline (2 à 4 mg/kg PO), mais il faut traiter l'ensemble des chiens ou chats d'un foyer, désinfecter les niches, récupérer la totalité des matières fécales émises et les désinfecter par le feu. Cette molécule est utilisée exclusivement dans le cadre de recherches épidémiologiques. son emploi réglementé est douloureux pour l'animal.
Le Praziquantel à la dose de 5 mg/kg est la molécule de choix à la fois en prévention et en traitement, toutes les cinq semaines (soit une semaine de moins que la période prépatente). À cette fréquence, les segments ovigères ne sont pas éliminés car le parasite n'a pas atteint sa maturité sexuelle.

## Détection
Plusieurs enjeux coexistent :
1. détecter le parasite aussi précocement que possible dans la nature et les élevages pour notamment mieux cerner et comprendre les zones de prévalence (qui pourraient évoluer avec les changements climatiques, de pratiques agricoles, etc.) ; En complément de l'identification visuelle et en microscopie sur biopsie ou lors d'autopsie, des progrès significatifs concernent le coprodiagnostic[65] et divers outils et tests issus de la biologie moléculaire[66] ont été réalisés avec le développement de tests de détection de l'infection intestinale chez les hôtes définitifs. Ces tests sont plus sensible et spécifique que les précédents, tant pour l'animal vivant que post mortem. En 2001, au moins deux tests permettaient déjà l'identification d' E. multilocularis dans les échantillons fécaux prélevés dans des animaleries, ou dans l'environnement[64].
2. détecter précocement l'infection chez l'homme ou l'animal domestique : Cette maladie est chronique, mais présente un stade latent pouvant durer 5 à 15 ans avant que les symptômes n'apparaissent. La maladie était autrefois souvent détecté après apparition de douleurs abdominales. Elle l'est de plus en plus lors d'un check-up général[67]. Le diagnostic bénéficie en outre de progrès en matière de tests. Chez l'Homme, hôte intermédiaire, une simple analyse sanguine avec comptage globulaire révèlera déjà la présence (non spécifique) d'une parasitose par un taux élevé de globules blancs éosinophiles (éosinophilie) et par une vitesse de sédimentation élevée : à ce stade, une échographie ou un examen radiologique complémentaire des organes nobles devrait mettre en évidence la présence (spécifique) éventuelle de kyste(s) d'échinocoque. Le diagnostic est maintenant facilité par les progrès de l'imagerie médicale (dont ultrasonographie[68], tomodensitométrie (CT), imagerie par résonance magnétique (IRM) et surtout tomographie par émission de positons (TEP)-CT...) qui permet de fournir un bilan complet, vasculaire et biliaire ainsi que de l'extension extrahépatique éventuelle de la parasitose[67]. l'IRM offre des images haute résolution des tissus mous, sans rayonnement, mais comme le TEP-CT est peu disponible dans les pays pauvres[67].
3. détecter précisément les organes touchés et les stades de l'évolution de la maladie, et détecter avec certitude la fin d'une infestation. Les profils d'expression génique cellulaire spécifique d'Echinoccoccus dans des cellules mononucléaires du sang périphérique (PBMC) ont dans cet objectif été étudiés chez des malades guéris, stables ou en cours d'infestation, avec parallèlement des cas-contrôle sans infection, et des essais in vitro[69]. 
Les cytokines et chimiokines produites par les PBMC ont été quantifiées par la méthode ELISA. On a ainsi pu identifier des profils distinctifs de réponse immunitaires propres aux 3 groupes de patients[69]. L'utilisation de micropuces (microarrays) a montré que les patients guéris expriment le plus le gènes de chimiokines MCP4> PARC> MPIF1[69]. Les malades en cours expriment le plus les gènes de chimiokines LARC> TARC> MCP3. 
La libération cellulaire spontanée d'IL-31 pro-inflammatoire et d'IL-33 était clairement diminuée chez tous les malades. L'IL-27, régulatrice et le SDF-1/CXCL12 anti-inflammatoire et CCL11, CCL24, CCL26 augmentaient avec la progression de la maladie. Ces profils dynamiques de réponse immunitaire cellulaire pourraient donc servir à préciser si un malade est guéri, en cours d'infestation ou en cours de guérison[69].
Par ailleurs On a récemment montré que l'antigène du complexe majeur d'histocompatibilité, c'est-à-dire la molécule HLA-G (connue pour être impliquée dans la tolérance du système immunitaire, dont tolérance fœto-maternelle) joue un rôle important dans les interactions Echinocoque-hôte[70]. Chez les patients sérologiquement positifs, un taux bas de cet antigène dans le sang semble corrélé à une présence active du parasite, alors que des taux élevés semblent corrélés à une présence transitionnelle ou inactive du parasite[70].
4. améliorer la sensibilité des tests : Certains tests sérologiques manquent fortement de sensibilité (faux négatifs pour environ 30 % des malades ou personnes ayant été parasitée et guérie en Chine[71]). Un test Elisa amélioré (prenant en compte un antigène dit « AgBs ») permet de mieux détecter les antigènes circulants pertinents, en augmentant la sensibilité et la spécificité des tests sérologiques[71]. 
Un nouveau (2014) test immunohistochimique utilisant l'anticorps monoclonal (mAb) Em2G11 semble hautement spécifique pour E. multilocularis, et il permet aussi de détecter des fragments de parasites de moins de 1 µm, par exemple dans des tissus nécrotiques ou dans des ganglions lymphatiques[72].

Remarques :
- un test immunologique positif signale qu'il y a eu un contact entre le parasite et le système immunitaire du patient. Mais souvent ce système immunitaire a déjà éliminé le parasite (le test signale alors une « infection avortée »). Si des sérologies successives montrent une augmentation du taux d'anticorps, c'est qu'il y a infection (ou réinfection) en cours. 
Notre système immunitaire réagit au parasite, notamment en produisant des Cellules B et des cellules T. Selon le parasitologue B. Gottstein un indice de parasitose active (c'est-à-dire peu ou non contrôlée par l'organisme de l'hôte est une altération de l'activité des cellules Th[73]. Dans tous les cas, d'autres tests ou des biopsies, et surtout l'imagerie médicale permet alors de déterminer s'il y a infestation active ou non.
- Du point de vue clinique, des tests de laboratoire peuvent confirmer la viabilité du parasite (avec RT-PCR) sur la base de biopsies aspirées à l'aiguille fine (Diebold-Berger et al., 1997) sur différentes cibles de gènes exprimés de manière constitutive, dans les limites de la sensibilité de cette méthode[74], [75].
- Comme pour la plupart des parasitoses, les victimes d'hyperproliférations de métacestodes sont surtout des personnes en état de dépression immunitaire (victimes du sida ou sous traitement médicamenteux à la suite d'une greffe d'organe par exemple), et comme c'est souvent le cas avec les parasites il semble que les métacestodes actifs disposent de stratégies de contournement de la réponse immunitaire, principalement en sécrétant des « métabolites bioactifs » diminuant la résistance de l'hôte[73]. Après une chirurgie ou une chimiothérapie réussie, les tests confirmeront la disparition de parasites actifs[76],[77].

## Prévention, précaution
Les animaux domestiques comme les chiens et les chats peuvent jouer le rôle d’hôtes définitifs . Le chat semble être cependant, selon les données expérimentales disponibles, un très mauvais porteur.
Ce taeniasis étant asymptomatique, en zone à risque, tout chien ou chat doit être considéré comme potentiellement porteur de vers.
On peut se protéger de cette zoonose par :
- une hygiène stricte avec lavage des mains après toute manipulation (y compris caresses) de chien, chats (ou renards). Ne pas porter la main à la bouche, au nez ou aux yeux entre-temps.
- les coups de langue de chiens et chats, surtout sur les mains et le visage, doivent être évités.
- chiens et chats ne devraient pas avoir accès aux potagers où ils risquent d'uriner et déféquer.
- les animaux domestiques ne doivent pas manger dans les assiettes des humains, ni les lécher.
- les légumes et baies au sol: particulièrement les fraises des bois et les myrtilles sauvages, mais aussi les fraises cultivées par exemple (jusqu'à 50 cm de hauteur par précaution) du potager doivent être cuits ou soigneusement nettoyés si des carnivores (dont chiens et chats) y ont accès. Comme les baies, les champignons peuvent être contaminés et doivent être soigneusement frottés et lavés à l'eau claire; par précaution, ces derniers doivent être consommés cuits.
- une attention particulière doit être portée à l'hygiène de la part des personnes immunitairement fragiles.
- ne jamais manipuler les cadavres de chiens, chats, renards sans précaution.